# Robert Sarah
Robert Sarah (Ourous, Guinea, 15 de juny 1945) és un capellà de Guinea i Cardenal de l'Església Catòlica. El 7 d'octubre del 2010 fou nomenat president del Consell Pontifici Cor Unum pel papa Benet XVI. Prèviament fou secretari de la Congregació per a l'evangelització dels pobles.

## Joventut
Nasqué el 1945 a la Guinea francesa i estudià a Ourous. El 1957, quan tenia 12 anys, entrà al seminari de Bingerville de la Costa d'Ivori. El 2 d'octubre del 1958, Guinea esdevingué independent després del referèndum del 28 de setembre. Els seminaristes guineans que estudiaven a Bingerville van tornar al nou estat i van entrar al seminari de Dixinn el 1960 durant un any, perquè el 15 d'agost del 1961 el Partit Democràtic de Guinea va nacionalitzar totes les escoles privades catòliques, incloent-hi el seminari.
Després de romandre a les seves respectives parròquies, els seminaristes, entre ells Sarah, es van reunir als locals de la parròquia de la Sainte Croix, a Kindia, esperant l'obertura del seminari Joan XXIII, a 135 km de Conakry. Després d'obtenir el batxillerat el 1964, Sarah va anar a França per estudiar al Seminari Major de Nancy. A causa de les relacions polítiques entre França i Guinea, se'n va anar a Sébikotane (Senegal) per acabar els seus estudis de teologia. Més tard va anar a estudiar a la Universitat Pontifícia Gregoriana de Roma, on va obtenir la llicenciatura en teologia, i a la Studium Biblicum Franciscanum de Jerusalem, on obtingué la llicenciatura en Sagrades Escriptures. Sarah retornà a Guinea el 1974.

## Sacerdot
Fou ordenat sacerdot el 20 de juliol del 1969, als 24 anys, i incardinat a l'Arxidiòcesi de Conakry. A partir del 1974 treballà de rector a Boké i també atenia les parròquies de Kataco, Koundara i Ourous i des del 1976 fou rector del Seminari Menor Joan XXIII de Kindia. El 13 d'agost del 1979, als 34 anys, fou nomenat Arquebisbe Metropolità de Conakry pel papa Joan Pau II, convertint-se en el bisbe més jove del món. Rebé la consagració episcopal el 8 de desembre del 1979 del cardenal Giovanni Benelli i fou president de la Conferència Episcopal Guineana.
Fou l'ordinari de l'Arxidiòcesi de Conakry fins que Joan Pau II el nomenà Secretari de la Congregació per a l'evangelització dels pobles l'1 d'octubre del 2001. A l'octubre del 2010 fou nomenat president del Consell Pontifici Cor Unum rellevant al cardenal Paul Josef Cordes, del qual es va acceptar la renúncia per qüestions d'edat. Cordes havia estat en el càrrec des del 1995. En el seu nou rol va començar a encarregar-se de l'organització de les organitzacions catòliques assistencials a tot el món. Esdevingué el segon africà nomenat per Benet XVI per liderar un dicasteri del Vaticà. El primer fou el cardenal Peter Turkson de Ghana, nomenat president del Consell Pontifici per la Justícia i la Pau el 2009.
El 20 de novembre del 2010 el papa Benet XVI el va proclamar cardenal diaca de San Giovanni Bosco in via Tuscolana. Té dret a votar als conclaves fins que faci 80 anys. El 29 de desembre del 2010 Sarah fou nomenat membre de la Congregació per a l'evangelització dels pobles, Consell Pontifici per als laics i Consell Pontifici per la Justícia i la Pau. Participà en el conclave del 2013 que escollí el papa Francesc. Parla francès, anglès, italià i castellà.
Des de la seva tasca com a president del Consell Pontifici Cor Unum visita països que necessiten ajuda humanitària perquè estan en guerra o han patit catàstrofes naturals, per mandat del Papa. El gener de 2013, a les Jornades Castelldaura de qüestions pastorals, es va mostrar preocupat per la situació de països afectats per la guerra com ara Líbia i l'Iraq, o per catàstrofes naturals, com les Filipines i Bangladesh.